# Wittelsbach

Blasó de l'escut dels Wittelsbach

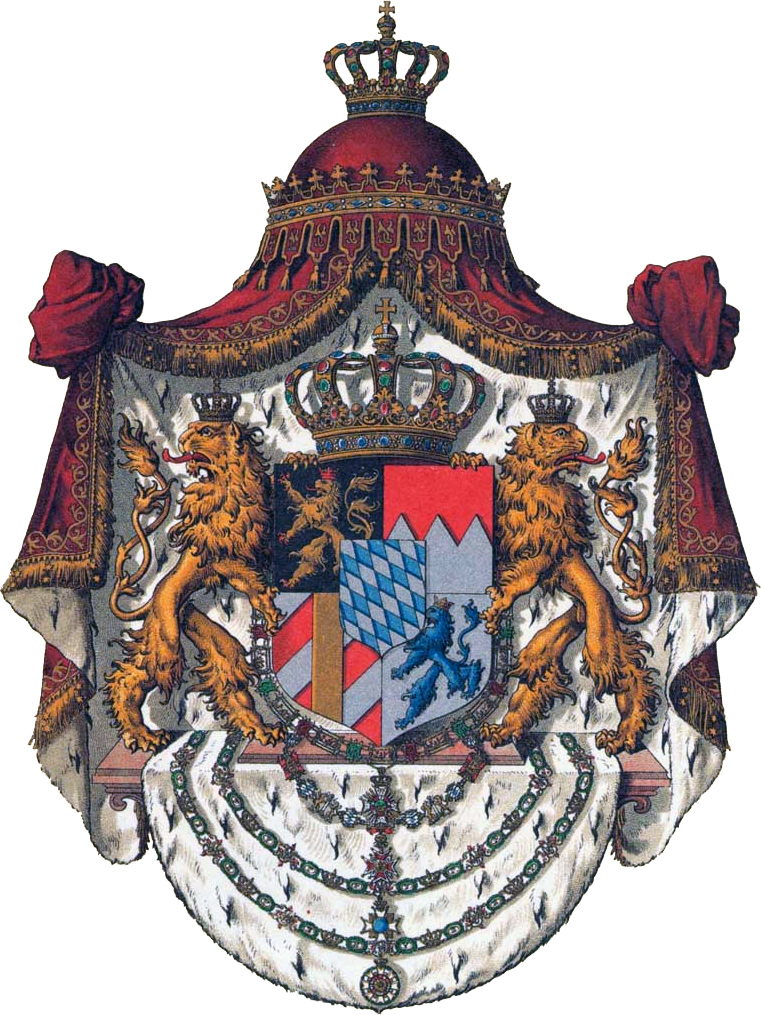
Armes ampliades dels Wittelsbach amb les insígnies reials

Els Wittelsbach són una família reial europea i una dinastia alemanya de Baviera. La família Wittelsbach fou la dinastia governant dels territoris de Baviera des del 1180 fins al 1918 i de Renània-Palatinat des del 1214 fins al 1805; el 1815 aquest territori va ser parcialment incorporat a Baviera, elevat a la categoria de regne per Napoleó el 1806.
La família va tenir dos emperadors del Sacre Imperi Romanogermànic: Lluís IV (1314-1347) i Carles VII (1742-1745), tots dos de la branca més jove de la dinastia, i un rei germànic amb Robert del Palatinat (1400-1410), un membre de la branca més antiga.
La dinastia Wittelsbach es va dividir en dues branques el 1329, arran del Tractat de Pavia. L'emperador Lluís IV, assegurava el Palatinat per als descendents del seu germà el duc Rodolf, Rodolf II, Rupert I i Rupert II, elector palatí del Rin. D'aquesta forma, Rodolf I esdevenia el continuador de la línia original (palatina) de la dinastia Wittelsbach, si bé va retornar el poder de Baviera en 1777 als descendents de Lluís IV, després de l'extinció de la línia jove (bavaresa).

## Orígens
Berthold, marcgravi de Baviera (mort el 980), fou avantpassat d'Otó I, comte de Scheyern (mort el 1072), de qui el seu fill Otó II comte de Dachau, adquirí el castell de Wittelsbach (prop d'Aichach). El fill Otó I, Eckhard I fou pare d'Otó IV, comte palatí de Baviera (mort el 1156). El seu fill Otó V va ser investit amb el ducat de Baviera el 1180, posteriorment a la caiguda d'Enric el Lleó. El fill del duc Otó, Lluís I de Wittelsbach obtingué també el Palatinat el 1214.

### Branca bavaresa
La branca bavaresa va mantenir el ducat de Baviera des del 1317 fins a la seva extinció el 1777. El 1623 els ducs foren investits amb la dignitat electoral.
Durant mig segle, entre 1323 i 1373, la branca jove de la dinastia també va governar Brandenburg, al nord-est d'Alemanya. Al sud, varen controlar el Tirol entre 1342 i 1363. Entre 1345 i 1432, aquesta branca també governà els comtats d'Holanda i d'Hainaut al nord-oest de l'antic Imperi Alemany. Des del 1583 fins al 1761, la branca bavaresa de la dinastia va aportar prínceps electors i arquebisbes de Colònia, els prínceps-bisbes de Lieja i molts altres bisbes del Sacre Imperi.
Maximilià II Manuel, Elector de Baviera va ser també governador dels Països Baixos espanyols (1692-1706).

### Branca palatina
La branca palatina va estar al Palatinat des de 1317-1329 fins a 1918 i a Baviera des de 1777. Amb la butlla d'Or de 1356 els comtes palatins varen ser investits amb la dignitat electoral. El 1619, el protestant Frederic V va ser rei de Bohèmia, però va ser destronat pel catòlic Maximilià I de Baviera, un membre de la branca jove. La branca palatina també va posseir el ducat de Jülich i Berg.

## Regnat fora d'Alemanya
Amb el duc Otó III, qui fou elegit rei d'Hongria amb el nom de Bela V 1305-1308, la dinastia Wittelsbach arribarà al poder fora del Sacre Imperi Romanogermànic per primera vegada.

### Branca palatina
Cristòfor III de la branca Palatina fou rei de Dinamarca, Suècia i Noruega 1440/1442-1448. La dinastia Palatinat-Zweibrücken va ocupar la monarquia sueca entre 1654-1720 sota Carles X, Carles XI, Carles XII i Ulrica Elionor de Suècia.
Finalment el príncep bavarès Otó I fou rei de Grècia (1832-1862).
La línia successòria dels Jacobites ocupa actualment la dinastia Wittelsbach. Francesc, príncep hereu de Baviera, és reconegut pels Jacobites com a Francesc II.

### Branca bavaresa
Josep Ferran de Baviera va ser elegit favorit d'Anglaterra i els Països Baixos per succeir com a governant d'Espanya el jove Carles II de Castella, però la mort sobtada de Josep Ferran el 1699, estroncà les opcions dels Wittelsbach per arribar al poder a Espanya.

## Altres membres importants de la dinastia
Branca bavaresa
- Lluís V de Wittelsbach (1323 - 1361), duc de Baviera i comte de Tirol
- Elisabet de Baviera (reina de França) (1371 - 1435).
- Jacquelina d'Hainault, comtessa d'Hainault i Holanda (1417-1432).
- Albert IV (1465-1508), duc de Baviera.
- Maximilià I (1597 - 1651), elector de Baviera.
- Maximilià II, elector de Baviera (1662 - 1726)
- Clement August (1700 - 1761).

Branca palatina
- Carles I Lluís del Palatinat (1648-1680), elector palatí
- Príncep Robert del Palatinat (1619-1682)
- Rei Lluís I de Baviera (1825 - 1848)
- Elisabet de Baviera (emperadriu d'Àustria) (1837 - 1898), emperadriu "Sissi" d'Àustria
- Lluís II de Baviera (1864 - 1886)
- Elisabet de Baviera (reina de Bèlgica) (1876 - 1965), reina consort d'Albert I de Bèlgica